# Gem Archer
Colin Murray Archer (Condado de Durham, Inglaterra; 7 de diciembre de 1966), más conocido como Gem Archer, es un guitarrista, cantante y compositor británico que se destacó como miembro de las bandas Heavy Stereo y Oasis, a la cual se unió como guitarrista rítmico en noviembre de 1999 en reemplazo de Paul "Bonehead" Arthurs, aunque cumplió la función de guitarrista principal en muchas canciones. Fue miembro de la nueva banda formada por Liam Gallagher, Beady Eye, hasta la separación de la misma, a finales de octubre de 2014. El 6 de julio de 2017 fue oficializado como el nuevo guitarrista de Noel Gallagher's High Flying Birds, proyecto del exguitarrista de Oasis tras su ruptura.

## Inicios en la Música
Archer formó The Edge, su primera banda a comienzos de la década de 1980 con la cual lanzaría dos sencillos "Take A Walk" y "Little Girl Blue". A mediados de los 80s
' Archer dejaría la banda para unirse a otra llamada Whirlpool, en la cual en 1987 audicionaría un joven llamado Alan White, de tan solo 15 años, el cual a pesar de demostrar un enorme talento no quedaría en la misma debido a su corta edad: "creía que era magnífico, pero los demás se preocupaban por su edad y los excesos cuando estás de gira. Llamé a su padre, y le dije que lo sentía, pero que no se preocupara, porque es fantástico … llegará lejos". White llegaría a ser el baterista de Oasis entre 1995 y 2003.

## Heavy Stereo
En 1990 Whirlpool se separaba, Gem formaría una banda de Glam Rock llamada Heavy Stereo, en la cual sería vocalista, guitarrista y productor. La banda lanzó un solo disco, de la mano de la discográfica Creation Records llamado Déjà Voodoo. El álbum no tuvo el éxito comercial esperado y tampoco recibió demasiada atención de parte de la crítica. Sin Embargo, Heavy Stéreo recibiría más atención por su nuevo material, en forma de demos ; su colaboración en el disco tributo a The Jam, "Fire & Skill" con la canción "The Gift"; y también gracias realización de un tour con Paul Weller. El trabajo se vio interrumpido abruptamente debido una grave enfermedad que padecía la madre de Gem, quien debió acudir a Newcastle a cuidarla. Gem declararía más tarde: "Estuvimos de gira con Paul Weller, nuestra música sonaba cada vez mejor, estaba seguro de que 1999 sería un gran año para nosotros."

## Oasis
Mientras estaba cuidando de su madre, Gem se enteró de que Paul Arthurs había dejado Oasis después de una pelea con Noel Gallagher. Gem declaró "Yo pensé, Mierda! Ellos se van a separar. Yo era un verdadero fan de ellos, y no lo digo por que sí. Oasis le dio vida nuevamente al rock 'n' roll". Gem, sin embargo, no sabía que Noel (a quien ya conocía por el trato en Creation) había llamado a su casa en Londres. Una vez que la madre de Gem se recuperó, Noel invitó a Gem a los Olympic Studios, donde estaban mezclando "Standing on the Shoulder of Giants". "Fuimos a un pub, y me carcomía pensando si era o no parte de la banda. Luego de media Guinness pregunté "¿Que piensa Liam?", y Noel contestó "a quién le importa, es mi puta banda. Llamaré a quien quiera". Gem asegura que el resto de los integrantes de Heavy Stereo estaban contentos de la oportunidad que le daban en Oasis.
Como no participó de la grabación de "Standing on the Shoulder of Giants", no recibió regalías por él. En sus primeros conciertos se le pagaba como músico de sesión, unas 85 libras por show, y su primera "participación oficial" fue durante el video de "Go Let It Out", en el que tocó la guitarra principal, como Andy Bell aún no entraba a la banda, Noel tocó el bajo y Liam la guitarra rítmica.
Gem desde entonces ha contribuido con cuatro canciones: "Hung in A Bad Place" para el disco "Heathen Chemistry", "Love Like a Bomb" (junto a Liam) y "A Bell Will Ring" en "Don’t Believe The Truth" y , la según Gem experimental, "To Be Where There's Life" de "Dig Out Your Soul". También escribió los lados-B "Eyeball Tickler" y "The Quiet Ones". Archer ha dicho que es un poco difícil presentarles sus canciones a la banda debido a la estatura de Noel Gallagher como compositor, al que cita como uno de sus compositores favoritos.
En 2025, se reveló que Archer participaría en los shows de Oasis Live '25.

## Beady Eye
Noel Gallagher dejó Oasis en agosto de 2009, luego de una discusión con su hermano en París. Gallagher culpó en parte a Archer y Andy Bell por su decisión, afirmando que "la falta de apoyo y comprensión de mis compañeros de banda me ha dejado sin más opción que seguir mi rumbo y buscar pastos nuevos". Poco después la banda anunció su separación. Sin embargo, Archer, Bell, Liam Gallagher y el baterista Chris Sharrock resolvieron trabajar juntos en un nuevo proyecto bajo un nuevo nombre: Beady Eye.
Aunque Noel mantiene una amistad con Archer, así como con Chris Sharrock, él afirma que no ha hablado con su hermano Liam ni con el exbajista de Oasis, Andy Bell.
Archer contribuyó en guitarra, bajo y coros en el álbum debut de Beady Eye, Different Gear, Still Speeding, lanzado el 28 de febrero de 2011, al igual que su segundo y último BE, lanzado en 2013. En 2014, luego de completar la gira promocional de este último, la banda anunció su separación en las redes sociales, agradeciendo a sus fanes por el apoyo brindado.

## Noel Gallagher's High Flying Birds
Desde 2015 Gem se unió a la banda Post Oasis de Noel, "Noel Gallagher's High Flying Birds" como segunda guitarra durante las giras y grabaciones de estudio de la banda.